# Unione Sportiva Carrarese "Pietrino Binelli" 1950-1951
Questa voce raccoglie le informazioni riguardanti l'Unione Sportiva Carrarese "Pietrino Binelli" nelle competizioni ufficiali della stagione 1950-1951.

## Rosa
| N. |                   | Ruolo | Calciatore        |
| -- | ----------------- | ----- | ----------------- |
|    | Italia (bandiera) | C     | Giovanni Beretta  |
|    | Italia (bandiera) | C     | Pietro Bibolini   |
|    | Italia (bandiera) | P     | C. Bogazzi        |
|    | Italia (bandiera) | A     | Mario Dell'Amico  |
|    | Italia (bandiera) | A     | A. Evangelisti    |
|    | Italia (bandiera) | D     | E. Galeotti       |
|    | Italia (bandiera) | A     | Tullio Ghersetich |
|    | Italia (bandiera) | D     | F. Ghio           |

| N. |                   | Ruolo | Calciatore       |
| -- | ----------------- | ----- | ---------------- |
|    | Italia (bandiera) | D     | C. Menconi       |
|    | Italia (bandiera) | C     | Leandro Menconi  |
|    | Italia (bandiera) | A     | L. Pelaez        |
|    | Italia (bandiera) | C     | F. Rigatti       |
|    | Italia (bandiera) | A     | Antonio Spatuzzi |
|    | Italia (bandiera) | A     | Mario Tesconi    |
|    | Italia (bandiera) | D     | L. Viacava       |